# .google
.google是DNS中一个品牌顶级域名，以Google为名，2012年申请，2014年启用，现由Alphabet公司控制。

## 网站
- Google Domains，Google的域名注册服务[3]，域名为domain.google[4]。
- Google Registry，域名为registry.google。
- Google Design，域名为design.google。
- Google Blog，域名为blog.google。